# Trond Sollied
Trond Johan Sollied [uitspraak: 'trɔnt 'sɔljɛt] (Mo i Rana, 29 april 1959) is een voormalig Noors voetbaltrainer en voetballer, die als trainer succes oogstte in België. Sollied was een verdedigende middenvelder, maar kon ook centraal in de verdediging spelen. 

## Biografie
Tijdens zijn spelerscarrière voetbalde Sollied als verdediger voor de Noorse clubs Mo IL, Vålerenga IF, Rosenborg BK en Bodø/Glimt. Hij speelde ook vijftien keer voor de Noorse nationale ploeg, waarin hij één keer scoorde. Onder leiding van bondscoach Tor Røste Fossen maakte hij zijn debuut op 22 mei 1985 in de vriendschappelijke wedstrijd in en tegen Zweden (1-0), net als zijn clubgenoot en aanvaller Gøran Sørloth (Rosenborg BK).
Sollied begon zijn trainerscarrière in 1992 als speler-trainer bij Bodø/Glimt. De ploeg werd kampioen in de 1. divisjon, de Noorse tweede klasse. Het jaar erop eindigde Bodø/Glimt meteen als tweede in de Tippeligaen en won het de Noorse beker. Eind 1993 stopte Sollied met voetballen en werd hij fulltime coach. Na een meningsverschil met de spelers en het bestuur werd hij in 1996 ontslagen. In 1997 werd hij bij Rosenborg BK assistent-trainer van Nils Arne Eggen. Een jaar later werd hij hoofdtrainer toen Eggen een jaar pauze nam. Beide seizoenen werd Rosenborg landskampioen.
Per december 1998 kwam Sollied in België terecht als trainer van KAA Gent. Een knap seizoen leverde hem een overstap naar Club Brugge op. De manier waarop die transfer verliep liet een wrange nasmaak achter bij de Gentenaren.
Met Brugge werd hij twee keer landskampioen, won hij twee keer de beker en twee keer de Supercup. Hij werd er bekend als een coach die altijd ijzig kalm met een notitieboekje op de bank zat en vaak uitpakte met oneliners. Een van zijn grootste successen met Club Brugge was de 1-0-overwinning in de Champions League op het veld van AC Milan op 22 oktober 2003. In de zomer van 2005 kwam na vijf jaar abrupt een einde aan zijn samenwerking met Club Brugge. Terwijl Sollied op vakantie was in Griekenland, lekte er in de Belgische pers een videoboodschap uit waarop hij aankondigde dat hij trainer zou worden bij Olympiakos Piraeus. Sollied zei dat de video eigenlijk pas mocht vertoond worden nadat hij voor de Griekse club getekend had, maar het bestuur van Club Brugge interpreteerde de videoboodschap alsof hij ontslag nam.
Sollied werd uiteindelijk toch de nieuwe trainer van Olympiakos. In zijn eerste seizoen werd hij landskampioen en won hij de beker, maar in de Champions League liep het mis: Olympiakos eindigde laatste in zijn poule en overwinterde dus niet. Na de eerste helft van zijn tweede seizoen als trainer van de Grieken stond Olympiakos weer ruim op kop in het klassement, maar in de Champions League ging het opnieuw fout, met alweer de laatste plaats in de poule tot gevolg. Reden genoeg voor Olympiakos om hem te ontslaan.
Op 13 juni 2007 werd bekendgemaakt dat hij terugkeerde naar KAA Gent. Hij nam zijn assistent-trainers van bij Olympiakos, Chris Van Puyvelde en Čedomir Janevski, mee. In de competitie eindigde Gent op een eerder teleurstellende zesde plaats. Toch kwalificeerde Gent zich voor Europees voetbal door de bekerfinale te bereiken, die evenwel nipt met 3-2 werd verloren van RSC Anderlecht.
Vanaf het seizoen 2008/09 werd Sollied trainer van de Nederlandse eredivisieclub sc Heerenveen. Van Puyvelde werd opnieuw zijn assistent. De seizoensstart was voortvarend. Zo plaatste hij zich met Heerenveen voor de groepsfase van de UEFA Cup. De resultaten waren echter niet van lange duur. Na een aantal slechte resultaten, zowel in de competitie als in de UEFA Cup, kwam de baan van Sollied onder druk te staan. Toen Heerenveen op 22 november 2008 met 0-6 verloor van FC Twente, kwamen er steeds meer geruchten dat de trainer ontslagen zou worden.
Sollied won op 17 mei 2009 zijn negende prijs als trainer (4x landskampioen en 5x bekerwinnaar) en zijn eerste met sc Heerenveen door met 2-2 gelijk te spelen en na strafschoppen (5-4) te winnen van FC Twente in de bekerfinale in de Rotterdamse Kuip. Op 31 augustus 2009 besloten Sollied en sc Heerenveen het contract te beëindigen. Sollied werd tijdelijk opgevolgd door Jan de Jonge. In de zomer van 2010 ging Sollied aan de slag bij het Saoedische Al-Ahli, eind augustus werd hij er echter al de laan uitgestuurd, naar eigen zeggen omdat hij niet meeging in de bemoeienissen van de prins bij het opstellen van de basiself.
Op 3 januari 2011 tekende Sollied een contract bij de Belgische eersteklasser SK Lierse. Op dat ogenblik stond Lierse op de voorlaatste plaats in het klassement. Het lukte Sollied nog om Lierse in eerste klasse te behouden, het eindigde de reguliere competitie op de 14de plaats, met 1 puntje meer dan de 15de in de stand, KAS Eupen.
Op 1 juni geraakte bekend dat Sollied zijn contract bij Lierse niet verlengde. Twee dagen later werd bekend dat hij een contract getekend had bij KAA Gent, en daar voor de derde maal in zijn loopbaan aan de slag gaat. Op 23 oktober 2012 werd hij ontslagen bij KAA Gent.
In juni 2013 tekende Sollied een contract bij de Turkse ploeg Elazığspor. Na 9 speeldagen stond het team op de 16de plaats. Na 5 verliezend matchen op rij werd hij reeds ontslagen na 4 maanden.
Op 29 oktober 2018 tekende Sollied een contract tot het einde van het seizoen (met bijkomende optie voor één jaar) bij KSC Lokeren. Hij volgt Peter Maes op die door een teleurstellende seizoensstart de laan werd uitgestuurd. Op 20 januari 2019 werd Trond Sollied ontslagen omdat hij ook het tij niet kon keren, zijn opvolger was Glen De Boeck.

## Speelwijze

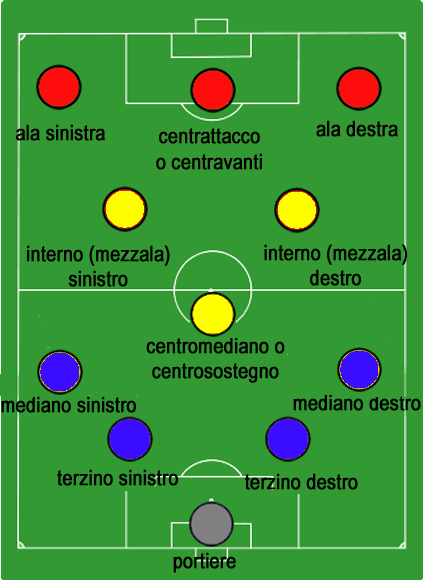
De beruchte "4-3-3 punt naar achteren" van Sollied bij Club Brugge was de "metodo" van Vittorio Pozzo; met een belangrijke taak voor de spelverdeler die dan ook als balrecuperator optrad. (formatie 2–3–2–3). Sollied baseerde zijn 4-3-3 op oude Italiaanse voetbalfilosofie uit de jaren 1930. Pozzo won twee wereldtitels met Italië in de jaren 1930.
— Inside forward = mezzala
— Centre halfback = centromediano / centrosostegno
— Left / right halfback = mediano sinistro / destro

Sollied is een aanhanger van een aanvallende 4-3-3-opstelling, met driehoek op het middenveld naar achteren dat gebaseerd is op Italiaanse voetbalfilosofie die stamt uit de jaren 1930. Hij prefereert een team met vier zoneverdedigers, een tegengestelde driehoek op het middenveld bestaande uit één zes (verdedigende middenvelder) en twee offensieve middenvelders ("mezzala") en aanval bestaande uit twee buitenspelers (trequartista's) en één centrumspits die om elkaar heen wervelen. Met dit systeem, de Metodo (2-3-2-3) van Vittorio Pozzo, behaalde Sollied verschillende nationale landstitels en bekers. 
Voornamelijk bij Club Brugge tussen 2000 en 2005 spreidde Sollied flexibiliteit als coach tentoon. Zijn aanpak vergt fysiek veel van zijn spelers en het loopwerk mag daarom niet onderschat worden. Zijn twee meer offensieve middenvelders acteren als halve buitenspelers, zoeken erg vaak de ruimte op de flanken op. Waar die bepaalde spelers in het Italiaans mezzale worden genoemd, wordt in het Engels ernaar verwezen met inside forward. In het Nederlands spreekt men algauw simpelweg van een 'nummer 8'. Sollied gebruikte, tenminste wat betreft het takenpakket dat hij ze gaf, feitelijk twee zulkse spelers: meestal Nastja Čeh en Gaëtan Englebert, maar voor de komst van Čeh was dat nog Sven Vermant die een jaar na de komst van Sollied naar Duitsland vertrok. Čeh genoot creatieve vrijheid, Englebert was de werkmier en was daarnaast offensief betrokken. 
Sollieds vleugelverdedigers acteren als rechtshalf en linkshalf, dus flankmiddenvelders ; zij hebben daardoor een zeer offensieve stijl en zijn geregeld in de voorste linies te vinden om de bal voor te zetten of zelfs om zelf de actie te maken dan wel af te ronden. Er is bovendien geen sprake van een echte spelmaker of nummer tien. Er is voor de vleugelbacks ruimte voor overlapping met de mezzale (Čeh of Englebert) daar die vaak de flank opzoeken. In de combinatie wordt de bal snel van speler naar speler rond gespeeld, en doorgaans verticaal. 
In geval van balverlies stond het team dan haast automatisch in 3-4-3 / 3-4-2-1 wegens hoog spel dat werd opgevoerd door de vleugelverdedigers (meestal Olivier De Cock en Peter Van der Heyden). De verdedigende middenvelder (speler die de lijnen uitzet, regista, centromediano of [ball-playing] center half in het Engels) kwam daarom niet ver over de middellijn om de mandekkers steun te bieden bij een mogelijk snelle tegenaanval. Sollieds regista was schier te allen tijde Timmy Simons, die hij zelf ooit "onvervangbaar" noemde.    
Sollied verkoos dikwijls met een driemansdefensie te spelen. Veelal betrof het een aanvallende 3-4-2-1 opstelling — een specifieke variant van een 3-4-3 met gecreëerde vierkant op het middenveld — en in veel mindere mate een 5-3-2 met Simons als libero. In het seizoen 2000–2001 ving Sollied de titelstrijd met het despotisch door de Belgische competitie walsend Anderlecht van Aimé Anthuenis aan in zijn standaard 4-3-3 punt naar achteren. Hij deed dat meer bepaald nadat vroeg in de terugronde liefst negen keer gelijkgespeeld werd (periode januari–maart 2001). Sollied miste een bepalende, dragende speler uit zijn typeploeg met aanvoerder Gert Verheyen (rechtsbuiten). Englebert moest als rechtsbuiten spelen. Gert Verheyen viel geblesseerd uit (een aanslepend probleem met de buikspieren) en keerde pas terug op de 32e speeldag thuis tegen Anderlecht (0–1 verlies, mei 2001). Anderlecht profiteerde optimaal van de voorjaarsdip bij blauw-zwart en won uiteindelijk de titel. In het seizoen 2002–2003, toen Sollied met Club Brugge een eerste maal kampioen werd, zag de 4-3-3 er meestal als volgt uit: Verlinden (DM) — De Cock (RV), Maertens (CV), Clement (CV), Van der Heyden (LV) — Simons (VM), Englebert (AM), Čeh (AM) — Verheyen (RB), Martens (SP), Mendoza (LB). 
Sollied plaatste zijn spelers ook (zeldzaam) in een uitgebalanceerde variant van een 4-4-2. De ene helft van het team denkt verdedigend, de andere helft kan of mag wat offensiever denken. Sollied gebruikte de 3-1-4-2 opstelling, waarbij complexloos gespeeld dient te worden. In deze formatie heeft de regista (verdedigende middenvelder) een vrije rol en zes spelers zijn dan offensief ingesteld. De vleugelverdedigers uit zijn 4-3-3 spelen als flankmiddenvelders en staan veel hoger. Er is sprake van twee centrale verdedigers die in zone blijven verdedigen (rechts en links), een libero en een stopper en in de aanval is er sprake van twee diepe spitsen. Op die wijze speelde Club Brugge op 15 mei 2005 onder hoogspanning gelijk tegen Anderlecht (2–2). Sollied ging all-in en de dertiende landstitel in de clubgeschiedenis werd binnengehaald. De opstelling was als volgt: Butina (DM) — Simons (LIB) — Maertens (CV), Clement (CV), Rozehnal (CV) — Cornelis (RM), Englebert (CM), Čeh (CM), Klukowski (LM) — Verheyen (SP), Lange (SP). 
Sollied moet dat "Anderlecht-plan" reeds allang in zijn hoofd hebben gehad. Dit was namelijk de enige keer dat hij tactisch anders aan een wedstrijd begon in de Belgische competitie dat seizoen. Terwijl de titelstrijd volop woedde, liet Sollied de belangrijkste speler in zijn systeem, verdedigende middenvelder Timmy Simons, een week thuis omdat hij twee gele kaarten achter zijn naam had staan en hij dus flirtte met schorsing (ondanks het feit dat Club Brugge de titel kon behalen in een uitwedstrijd tegen RAEC Mons op de tweeëndertigste speeldag). Daarbovenop kampte Simons met een lichte blessure na de 0–1 gewonnen uitwedstrijd tegen Excelsior Moeskroen op speeldag 31 en Sollied was voorzichtig. Simons speelde in de titelwedstrijd tegen Anderlecht als libero tussen driemansverdediging Birger Maertens–Philippe Clement–David Rozehnal in, terwijl Čeh en Englebert centraal het middenveld bezetten. Clement vervulde centraal in de verdediging zijn rol als voorstopper. De twee mandekkers; Maertens over zone rechts en de Tsjech Rozehnal over zone links; mochten in balbezit naar voren inschuiven. De Noorse coach heeft de formatie 4-4-2 met stopper en libero evenwel het vaakst gebruikt in zijn eerste twee seizoenen als trainer van Club Brugge. 
Een ander goed voorbeeld is een uitwedstrijd tegen KAA Gent op speeldag 18 van het seizoen 2000–2001 (inhaalwedstrijd in februari 2001). Tjörven De Brul speelde als libero tegen Gent-spits Alexandros Kaklamanos met als mandekkers Hervé Nzelo-Lembi en Milan Lešnjak tegenover flankspelers Gunther Schepens en Saša Gajser. De rest van het team speelde veel hoger op het veld. Club won in die 3-1-4-2 met 0–2. Op internationaal niveau is het bekendste voorbeeld een thuiswedstrijd tegen FC Barcelona in de groepsfase van de UEFA Champions League, in die zin dat libero Simons en stopper Maertens beide op de Argentijn Juan Román Riquelme speelden. Clement (rechts) en Lešnjak (links) dekten de zone van twee aanvallers af: de Spanjaard Dani en de Braziliaan Geovanni, die als trequartista's (of naar binnen komende buitenspelers) acteerden. Club Brugge verloor door een laag afstandsschot van Riquelme (op het uur), dat nog even stuiterde voor Verlinden, toch de wedstrijd. 
De trainer van Barça was de Nederlander Louis van Gaal, die met name een 3-4-3 opstelling in een ruit verkoos, alhoewel hij die tegen Brugge vlak neerzette (eerder een 3-4-2-1) en bovendien niet met zijn sterkste elftal aantrad (omdat Barça reeds geplaatst was voor de volgende ronde). Sollied paste destijds in Barcelona zijn aanvallende 4-3-3 toe, maar men werd zowel over de flanken als door het centrum onder de voet gelopen. Club Brugge verloor met 3–2 (en stond daarbij lang 3–1 achter). Die fout wilde Sollied niet meer maken en het verging het team veel beter in eigen huis.

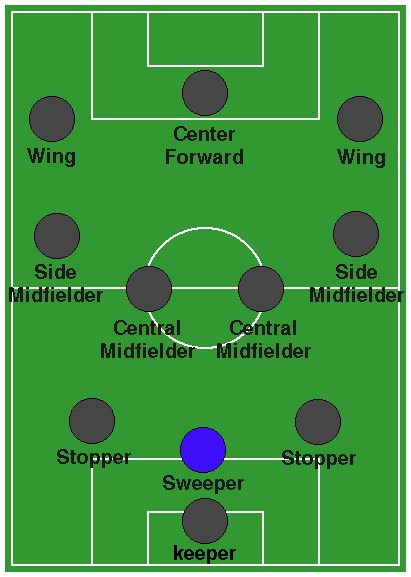
Het elftal van Sollied zoals het staat in 3-4-3 met Simons als libero (sweeper). Sollieds vleugelverdedigers (De Cock/Cornelis en Van der Heyden/Klukowski/Gvozdenović spelen in deze formatie veel hoger.

Spelend in 3-4-2-1 voerde Sollied dan weer één wijziging door ten opzichte van zijn omgekeerde 4-3-3. Hij liet zijn middenveld anders spelen dan in 4-3-3 en gebruikte de iets defensievere Philippe Clement als middenvelder. Clement vermocht te infiltreren op dezelfde wijze als Čeh of Englebert en wist soms een doelpunt te scoren. Het leek evenwel steeds op een tactische zet om meer controle te krijgen over het middenveld tegen een aanvallend elftal, maar ook teams loerend op de counter. 
De buitenspelers (menigmaal de Peruviaan Andrés Mendoza en Gert Verheyen en na het vertrek van de eerste veelal de Kroaat Boško Balaban) komen veel meer 'in de bal', spelen weg van de flanken en maken loopacties door het centrum; ruimtes rondom het zestienmetergebied waar de mezzale thans minder prominent aanwezig zullen zijn daar het middenveld veel meer van de controle uit gaat. Een voorbeeld is een thuiswedstrijd tegen Anderlecht uit 2004: Verlinden (DM) — Simons (LIB) — Maertens (CV), Rozehnal (CV) — De Cock (RM), Clement (CM), Čeh (CM), Gvozdenović (LM) — Verheyen (SS), Mendoza (SS) — Lange (SP). [ voorbeeldsituatie ]
Trond Sollied gaf zijn vleugelverdedigers doorgaans alle offensieve vrijheid die ze wensten, waarbij de verdedigende middenvelder (regista) volwaardig in de verdediging geposteerd staat om als zodanig het offensieve spel van de vleugelverdedigers defensief op te vangen. Deze diep inzakkende speler is de verdedigende middenvelder uit de omgekeerde 4-3-3 die hij standaard toepaste. Hij dicht normaal gesproken in die standaard offensieve 4-3-3 de gaten die de offensieve vleugelverdedigers laten, maar fungeert in deze als middelste verdediger, als een 'veegborstel' (libero of sweeper) tussen de twee mandekkers en verschaft hen rugdekking. De beide buitenspelers (trequartista's) lijken bijwijlen toe als schaduwspitsen en zwerven rond elkaar en de 'nummer negen' (centrumspits) heen.

## Spelersloopbaan
| Periode   | Club                | Prestaties                                                   |
| --------- | ------------------- | ------------------------------------------------------------ |
| 1976-1981 | Mo IL               |                                                              |
| 1981-1984 | Vålerenga IF        | landskampioen in 1983, 1984                                  |
| 1984-1991 | Rosenborg BK        | landskampioen in 1985, 1988, 1990 bekerwinnaar in 1988, 1990 |
| 1992-1994 | Bodø/Glimt          | bekerwinnaar in 1993                                         |
| 1985-1987 | Noors voetbalelftal | 15 interlands, 1 doelpunt                                    |

## Trainersloopbaan
N.B. Resultaten als hoofdtrainer.
| Periode             | Club               | Prestaties                                             |
| ------------------- | ------------------ | ------------------------------------------------------ |
| 1992 - 1996         | Bodø/Glimt         | kampioen 1. divisjon in 1992 bekerwinnaar in 1993      |
| 1996 - 1998         | Rosenborg BK       | landskampioen in 1998                                  |
| dec 1998 - mei 2000 | KAA Gent           |                                                        |
| jun 2000 - jun 2005 | Club Brugge        | landskampioen in 2003, 2005 bekerwinnaar in 2002, 2004 |
| jul 2005 - dec 2006 | Olympiakos Piraeus | landskampioen in 2006 bekerwinnaar in 2006             |
| jun 2007 - jul 2008 | KAA Gent           | bekerfinalist in 2008                                  |
| jul 2008 - aug 2009 | sc Heerenveen      | bekerwinnaar in 2009                                   |
| jul 2010 - aug 2010 | Al-Ahli SC         |                                                        |
| jan 2011 - jun 2011 | Lierse SK          |                                                        |
| jun 2011 - okt 2012 | KAA Gent           |                                                        |
| jun 2013 - okt 2013 | Elazigspor         |                                                        |
| okt 2018 - jan 2019 | KSC Lokeren        |                                                        |